# Буфану, Валерия
Валерия Буфану (рум. Valeria Bufanu, род. 7 октября 1946, Бакэу, Румыния) — румынская легкоатлетка, призёрка Олимпийских игр. В результате замужества носила фамилию Штефанэску (рум. Ştefănescu).
Родилась в Бакэу. В 1968 году приняла участие в Олимпийских играх в Мехико, но неудачно. В 1969—1971 годах пять раз становилась чемпионкой Румынии в различных легкоатлетических дисциплинах.
В 1972 году на Олимпийских играх в Мюнхене впервые в истории были проведены соревнования по бегу на 100 м с барьерами, и Валерия Буфану завоевала в этой дисциплине серебряную медаль. В 1973 году стала серебряной призёркой чемпионата Европы.